# Septemwri Sofia
Der PFK (Profesionalen futbolen klub) Septemwri Sofia (bulgarisch Професионален Футболен Клуб Септември София) ist ein professioneller Fußballverein aus Sofia, Bulgarien. Das Heimstadion ist das Stadion Dragalewzi. Wegen des schlechten Zustand trägt das Team seine Heimspiele im Wassil-Lewski-Nationalstadion.
Der größte Erfolg des Vereins war der Gewinn des bulgarischen Pokals 1960. Septemwri ist bekannt für seine gute Jugendakademie, die im Laufe der Jahre zahlreiche Spieler für Bulgariens Eliteklubs und der Nationalmannschaft ausgebildet hat. Die beste Platzierung hatte Septemwri in der Saison 1959/60 als es den 5. Platz belegte. Der Klub hat insgesamt sechs Auftritte in der höchsten Liga Bulgariens: 1959/60, 1960/61, 1998/99, 2017/18, 2018/19, 2022/23.

## Geschichte des Vereins
Am 5. November 1944 vereinigten sich die Vereine Sportklub Sofia, Sokol und Wasraschdane unter dem Namen Septemwri Sofia. Der Name leitet sich von der Revolution vom September 1944 ab. Fast fünf Monate später, am 26. März 1945, fusionierten die Vereine Botew, Ustrem, Pobeda und Swoboda zu Septemwri, der Verein behielt jedoch seinen Namen. Im Mai 1948 fusionierte die Mannschaft mit ZDV Sofia und Tschawdar Sofia (bis 1945 Schipka Sofia) unter dem Namen Septemwri ZDV Sofia. Am Ende des Saison wurde das Team Meister und besiegte Lewski Sofia im Finale nach 1:2 mit 3:1.
Zwischen 1949 und 1951 wurde der Verein aufgrund der Staatsreform im Fußball und der Gründung der freiwilligen Sportorganisationen (DSO) im Land nach sowjetischem Vorbild aufgelöst. Er nahm seine Aktivitäten im Januar 1952 als DSO Septemwri wieder auf und bestand unabhängig bis 1969.
1956 belegte die Mannschaft den 1. Platz in der zweitklassigen B Grupa, scheiterte jedoch in den Play-offs. In der Saison 1958/59 wurden sie Meister der Gruppe Süd und stiegen direkt auf. Die Saison 1959/60 war die erfolgreichste der Vereinsgeschichte. Septemwri erreichte das Finale des nationalen Pokals und schaltete nacheinander den FC Botew Wraza mit 3:2, Ludogorez Rasgrad mit 6:1, Arda Kardschali mit 3:1, Etar Weliko Tarnowo mit 3:1. Im Finale traf Septemwri auf den Zweitligisten DFS Lokomotive Plowdiw und gewann den Pokal mit einem dramatischen 4:3-Sieg in der Verlängerung. Christo Dschorschilow (2), Sotir Josifow und Zwetan Milew in der 120. Minute erzielten die Tore. In der Meisterschaft wurde der 5. Platz belegt.
Der Verbleib in der höchsten Liga dauerte jedoch nur zwei Jahre, da Septemwri 1961 als Tabellenletzter abstieg. Anfang 1969, während der nächsten Staatsreform wurde Septemwri, damals in der B Grupa spielend, mit ZSKA Sofia zusammengelegt. Die Vereinigung dauerte bis ins Jahr 1985, als am 20. Juni ZSKA Septemweijsko sname Sofia auf Beschluss des Zentralkomitees der BKP nach einer Prügelei im Finale um den bulgarischen Pokal aufgelöst wurde. ZSKA wurde in Sredez umbenannt, wobei der Name Septemwri im Namen gestrichen wurde.
Septemwri nahm seine Aktivitäten als unabhängiger Verein im Juni 1988 wieder auf. Fünf Jahre später gelang dem Team der Aufstieg in die zweite Liga. Nach und nach etablierte sich Septemwri unter den Profis und setzte hauptsächlich auf Spieler seiner Schule. Die Mannschaft verbrachte fünf Jahre in der zweiten Liga und belegte 1998 den 1. Platz. Damit erreichte der Klub erstmals seit 1961 wieder die Rückkehr in die erste Liga.
Es folgten zwei Spielzeiten in der zweiten Liga, gefolgt von zwei Jahren bei den Amateuren. 2003 kehrte er zu den Profis in die zweitklassige B Grupa zurück, musste aber direkt wieder absteigen. Die Teilnahmen wurden von einer Reihe finanzieller Probleme begleitet, die auch damit zusammenhängen, dass der Verein aufgrund des miserablen Zustand das eigene Stadion nicht nutzen kann. Zwischenzeitlich trägt der Klub seine Heimspiele im Wassil-Lewski-Nationalstadion aus. Die Alterung des Stadion Dragalewzi wirkt sich sowohl aus die Herrenmannschaft, als auch auf Nachwuchsabteilung aus.
2004 erlebte der Verein einen deutlichen Leistungsabfall. In mehreren aufeinanderfolgenden Jahren bewegte er sich zwischen der dritten und vierten Liga. Nach einem Skandalspiel 2007 gegen Bansko wurden sie ausgeschlossen und verbrachten zwei Jahre in der Südgruppe Sofia. Nach dem Aufstieg 2013/14 in die dritte Liga verschärfte sich die Finanzkrise des Vereins und zog die Teilnahme zurück. Im darauffolgenden Jahr setzte der Verein in der vierten Klasse hauptsächlich auf Junioren und Nachwuchsspieler.
Im Jahr 2015 wurde der Verein vom Eigentümer der Fußballakademie Rumen Tschanderow gekauft. Das Team spielte in der Regionalliga, aber im Juni wurde bekannt gegeben, dass es ab der folgenden Saison in der Wtora liga 2016/17 eintreten wird. Dort übernahm der Verein den Ligaplatz von Pirin Raslog. Damit kehrte Septemwri nach zwölf Jahren Abstinenz zu den Profis zurück. Im Pokal setzte sich das Team in der ersten Runde der Saison 2016/17 gegen den Erstligisten Beroe Stara Sagora durch, scheiterte aber im Achtelfinale am FC Dunaw Russe.
In der Liga gewann der Verein die Play-offs gegen PFK Montana und stieg in die erste Liga auf. Nach verlorener Relegation musste Septemwri wieder absteigen. Der direkte Wiederaufstieg misslang zweimal hintereinander nach verlorenen Play-offs. In der Saison 2021/22 wurde die Mannschaft Zweitligameister und stieg in die Parwa liga auf.

## Erfolge
- A Grupa: 5. Platz 1959/60
- Bulgarischer Pokalsieger (1): 1959/60